# Grange aux dîmes (Coulommiers)
Koordinaten: 48° 33′ 45,7″ N, 3° 17′ 12,2″ O

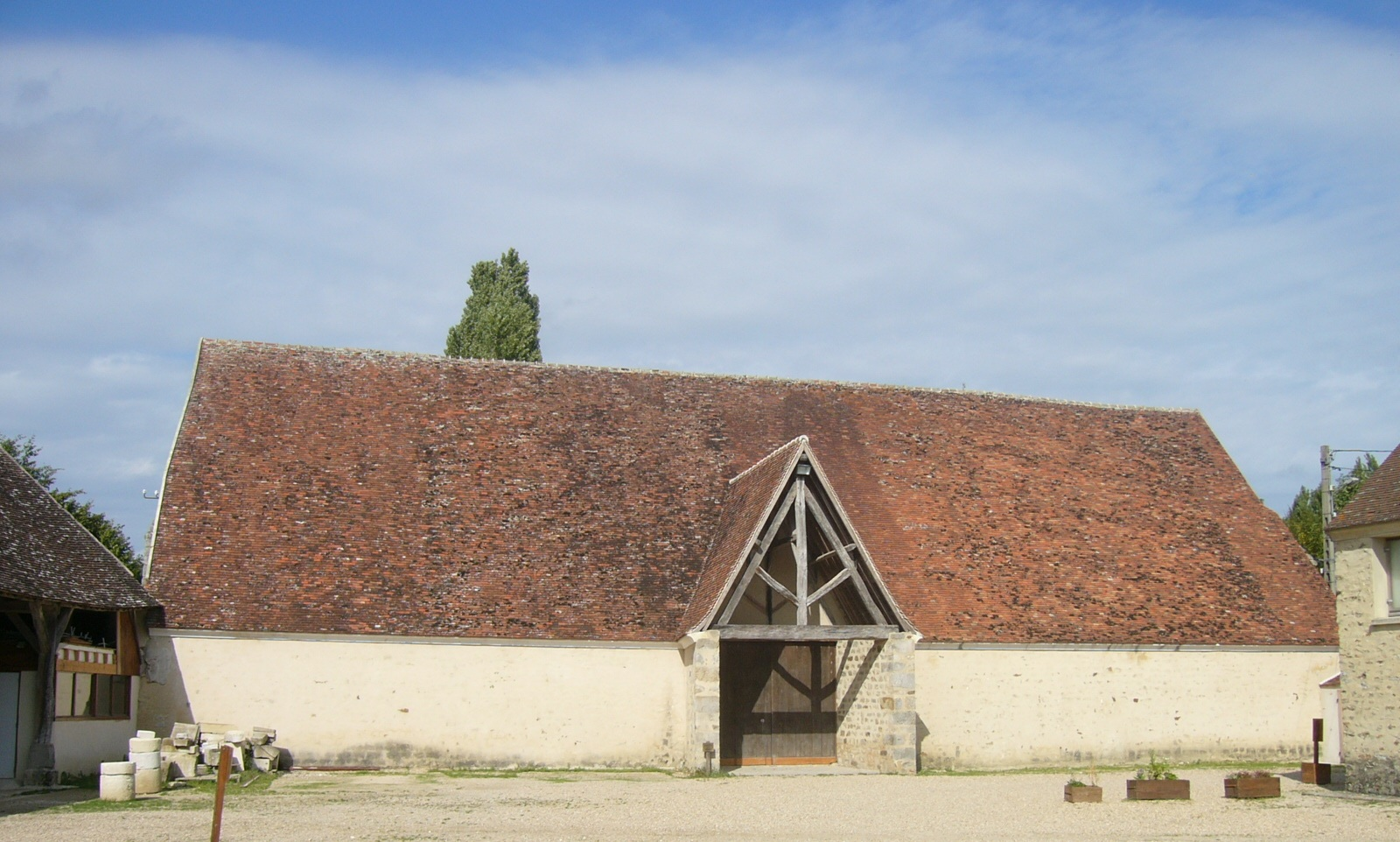
Grange aux dîmes in Coulommiers

Die Grange aux dîmes in Coulommiers, einer französischen Gemeinde im Département Seine-et-Marne in der Region Île-de-France, wurde im 13. Jahrhundert errichtet.
Die Zehntscheune gehörte zur Commanderie des Templerordens, sie steht als Teil der Anlage seit 1996 als Monument historique auf der Liste der Baudenkmäler in Frankreich.
Die Zehntscheune diente der Grundherrschaft zur Lagerung des Zehnten. Während das Bruchsteinmauerwerk aus der Erbauungszeit stammt, wurde der Dachstuhl des Satteldachs im 16. Jahrhundert aus Kastanien- und Eichenholz erneuert.